# Andrea Longo (ski)
Pour les articles homonymes, voir Andrea Longo et Longo.
Andrea Longo, né le 16 novembre 1971 à Cavalese, est un ancien skieur italien spécialiste du combiné nordique, qui a également participé à des compétitions de saut à ski et de ski de fond.

## Biographie
Il débute en Coupe du monde en 1992 et obtient son premier et seul podium en janvier 1997 en terminant deuxième à Val di Fiemme.

## Palmarès

### Coupe du monde
- Meilleur classement général : 15e en 1996
- 1 podium individuel : 1 deuxième place.